# Astor Trio
Das Astor Trio ist ein klassisches Kammermusikensemble mit der Besetzung Violine, Gitarre und Kontrabass.
Gegründet wurde es 2006 von Tobias Kassung und Mitgliedern des Kölner Klassik Ensembles. Namenspatron ist der argentinische Komponist Astor Piazzolla. Das Repertoire des Trios ist weit gefächert und ist getragen von den Arrangements von Tobias Kassung. Seit dem Erscheinen der CD „Bach & Piazzolla“ 2012 hat es sich in der deutschen Kammermusikszene etabliert und ist wiederholter Gast bei internationalen Musikfestivals und Konzertreihen. 2015 erschien die zweite CD „Gershwin & de Falla“. Konzertauftritte wurden im Rundfunk übertragen. Seit 2011 besteht die Besetzung aus Alexander Prushinskiy (Violine), Tobias Kassung (Gitarre) und Stanislav Anischenko (Kontrabass).

## Diskographie
- zusammen mit Kölner Klassik Ensemble: Astor Piazzolla (2008) Sony Classical 98723
- Live at Kempen Nachtmusiken DVD (2009) KSG Classics
- Astor Trio: Bach & Piazzolla (2012) KSG Exaudio 67025
- Astor Trio: Gershwin & de Falla (2015) KSG Exaudio 67033